# Ugovor o razlici u cijeni
Ugovor o razlici u cijeni (CFD) je ugovor između dviju strana - prodavatelja i kupca o prijenosu razlike između trenutne vrijednosti imovine u trenutku zaključenja ugovora (otvaranja pozicije) i njezine vrijednosti na kraju ugovora (zatvaranje pozicije).
CFD-ovima se može trgovati s dionicama, obveznicama, terminskim ugovorima, robom, indeksima, valutama i kriptovalutama.
CFD-ovi nisu dopušteni u velikom broju zemalja, poput Sjedinjenih Država. Budući da vlasništvo nad CFD-om nije vlasništvo nad imovinom, u nekim zemljama, poput Velike Britanije, ne morate plaćati porez na kupnju ili prodaju.

## Povijest
CFD-ovi su osnovani u Engleskoj 1950-ih od strane hedge fondova kako bi dobili pristup trgovinskim transakcijama s visokim poluge. U početku, CFD-ovi su bili dostupni samo institucionalnom investitoru. Danas su vrlo popularni alat za trgovanje među malim investitorima širom svijeta.

## Osnovni primjer
Investitor pretpostavlja da će dionice tvrtke N porasti u cijeni. Dionice tvrtke koštaju 100$. Investitor ima 1000$.
Opcija 1 (izravno): on može kupiti 10 dionica (1000 USD / 100 USD)
Opcija 2 (CFD): Poluga brokera 1:10 omogućuje vam da izvršite transakcije 10 puta veći, odnosno za 10.000 USD (1000 * 10), što je jednako 100 dionica.
Ako dionica poraste na 101 USD:
U opciji 1, investitor će ostvariti dobit od 10 USD (10 dionica * 1 USD)
U opciji 2, investitor će ostvariti dobit od 100 USD (100 dionica * 1 USD)
Ako dionice padnu na 99 USD:
U opciji 1, investitor će izgubiti 10 USD (10 dionica * 1 USD)
U opciji 2, investitor će izgubiti 100 USD (100 dionica * 1 USD)
Ako dionice padnu na 90$:
U opciji 1, investitor će izgubiti 100 $ od svojih 1000$ i nastaviti trgovati
I u opciji 2 investitor će izgubiti sve svoje 1000$. Ako cijena dionice padne ispod 90 USD, investitor će brokeru biti dužan.